# Liste des ducs d'Aquitaine
Ceci est une liste des princes, rois et ducs d'Aquitaine.

## Rois d'Aquitaine mérovingiens
| Dates   | Rois        | Notes |
| 584-585 | Gondovald   | prétendu fils de Clotaire Ier, se fait reconnaître roi, à Brive-la-Gaillarde, en Aquitaine                                                                                              |
| 629-631 | Caribert II | roi franc, fils de Clotaire II, roi des Francs, frère de Dagobert Ier, qui consent à lui laisser quelques cités du sud de l'Aquitaine et les territoires s'étendant jusqu'aux Pyrénées. |

## Princes d'Aquitaine et ducs de Vasconie
| Dates       | Princes                                                         | Notes                                                                          | Carte |
| ? -587      | Didier                                                          | duc de Toulouse et d'Aquitaine                                                 |       |
| 660-671/672 | Félix                                                           | patrice établi à Toulouse                                                      |       |
| v.671-v.676 | Loup Ier                                                        | en révolte contre Félix                                                        |       |
| av.718-735  | Eudes (mort en 735), duc et princeps d'Aquitaine                | fils du précédent                                                              |       |
| 735-735     | Hatton (mort en 735)                                            | fils du précédent                                                              |       |
| 735-745     | Hunald Ier (mort en 774), duc et princeps d'Aquitaine           | frère du précédent, abdique en 745 pour se retirer au monastère de l'Ile de Ré |       |
| 745-768     | Waïfre (mort en 768), duc et princeps d'Aquitaine               | fils du précédent, battu par Pépin le Bref, assassiné                          |       |
| 769         | Hunald II fils de Waïfre ou Hunald Ier (mort en 774) de nouveau | battu par Charlemagne et exilé                                                 |       |

|                                                        |                                                        |                                                        |                                                        |                                                        |                                                        |  |  |                                                                 |                                                                 |                                                                 |                                                                 | Félix d'Aquitaine duc d'Aquitaine et de Vasconie (660-671/672)    |                                                                 |  |  |          |          |          |          |          |          |                 |                 |                 |                 |                 |                 |  |  |  |  |  |  |
|                                                        |                                                        |                                                        |                                                        |                                                        |                                                        |  |  |                                                                 |                                                                 |                                                                 |                                                                 |                                                                   |                                                                 |  |  |          |          |          |          |          |          |                 |                 |                 |                 |                 |                 |  |  |  |  |  |  |
|                                                        |                                                        |                                                        |                                                        |                                                        |                                                        |  |  |                                                                 |                                                                 |                                                                 |                                                                 | Loup Ier de Vasconie duc d'Aquitaine et de Vasconie (v.671-v.676) |                                                                 |  |  |          |          |          |          |          |          |                 |                 |                 |                 |                 |                 |  |  |  |  |  |  |
|                                                        |                                                        |                                                        |                                                        |                                                        |                                                        |  |  |                                                                 |                                                                 |                                                                 |                                                                 |                                                                   |                                                                 |  |  |          |          |          |          |          |          |                 |                 |                 |                 |                 |                 |  |  |  |  |  |  |
|                                                        |                                                        |                                                        |                                                        |                                                        |                                                        |  |  |                                                                 |                                                                 |                                                                 |                                                                 |                                                                   |                                                                 |  |  |          |          |          |          |          |          |                 |                 |                 |                 |                 |                 |  |  |  |  |  |  |
|                                                        |                                                        |                                                        |                                                        |                                                        |                                                        |  |  | Eudes d'Aquitaine duc d'Aquitaine et de Vasconie (av. 718-735)  | Eudes d'Aquitaine duc d'Aquitaine et de Vasconie (av. 718-735)  | Eudes d'Aquitaine duc d'Aquitaine et de Vasconie (av. 718-735)  | Eudes d'Aquitaine duc d'Aquitaine et de Vasconie (av. 718-735)  | Eudes d'Aquitaine duc d'Aquitaine et de Vasconie (av. 718-735)    | Eudes d'Aquitaine duc d'Aquitaine et de Vasconie (av. 718-735)  |  |  |          |          |          |          |          |          | Hubert de Liège | Hubert de Liège | Hubert de Liège | Hubert de Liège | Hubert de Liège | Hubert de Liège |  |  |  |  |  |  |
|                                                        |                                                        |                                                        |                                                        |                                                        |                                                        |  |  | Eudes d'Aquitaine duc d'Aquitaine et de Vasconie (av. 718-735)  | Eudes d'Aquitaine duc d'Aquitaine et de Vasconie (av. 718-735)  | Eudes d'Aquitaine duc d'Aquitaine et de Vasconie (av. 718-735)  | Eudes d'Aquitaine duc d'Aquitaine et de Vasconie (av. 718-735)  | Eudes d'Aquitaine duc d'Aquitaine et de Vasconie (av. 718-735)    | Eudes d'Aquitaine duc d'Aquitaine et de Vasconie (av. 718-735)  |  |  |          |          |          |          |          |          | Hubert de Liège | Hubert de Liège | Hubert de Liège | Hubert de Liège | Hubert de Liège | Hubert de Liège |  |  |  |  |  |  |
|                                                        |                                                        |                                                        |                                                        |                                                        |                                                        |  |  |                                                                 |                                                                 |                                                                 |                                                                 |                                                                   |                                                                 |  |  |          |          |          |          |          |          |                 |                 |                 |                 |                 |                 |  |  |  |  |  |  |
| Hunald co-duc d'Aquitaine et de Vasconie (735-745/774) | Hunald co-duc d'Aquitaine et de Vasconie (735-745/774) | Hunald co-duc d'Aquitaine et de Vasconie (735-745/774) | Hunald co-duc d'Aquitaine et de Vasconie (735-745/774) | Hunald co-duc d'Aquitaine et de Vasconie (735-745/774) | Hunald co-duc d'Aquitaine et de Vasconie (735-745/774) |  |  | Hatton d'Aquitaine co-duc d'Aquitaine et de Vasconie (735-735?) | Hatton d'Aquitaine co-duc d'Aquitaine et de Vasconie (735-735?) | Hatton d'Aquitaine co-duc d'Aquitaine et de Vasconie (735-735?) | Hatton d'Aquitaine co-duc d'Aquitaine et de Vasconie (735-735?) | Hatton d'Aquitaine co-duc d'Aquitaine et de Vasconie (735-735?)   | Hatton d'Aquitaine co-duc d'Aquitaine et de Vasconie (735-735?) |  |  | Lampégie | Lampégie | Lampégie | Lampégie | Lampégie | Lampégie |                 |                 |                 |                 |                 |                 |  |  |  |  |  |  |
| Hunald co-duc d'Aquitaine et de Vasconie (735-745/774) | Hunald co-duc d'Aquitaine et de Vasconie (735-745/774) | Hunald co-duc d'Aquitaine et de Vasconie (735-745/774) | Hunald co-duc d'Aquitaine et de Vasconie (735-745/774) | Hunald co-duc d'Aquitaine et de Vasconie (735-745/774) | Hunald co-duc d'Aquitaine et de Vasconie (735-745/774) |  |  | Hatton d'Aquitaine co-duc d'Aquitaine et de Vasconie (735-735?) | Hatton d'Aquitaine co-duc d'Aquitaine et de Vasconie (735-735?) | Hatton d'Aquitaine co-duc d'Aquitaine et de Vasconie (735-735?) | Hatton d'Aquitaine co-duc d'Aquitaine et de Vasconie (735-735?) | Hatton d'Aquitaine co-duc d'Aquitaine et de Vasconie (735-735?)   | Hatton d'Aquitaine co-duc d'Aquitaine et de Vasconie (735-735?) |  |  | Lampégie | Lampégie | Lampégie | Lampégie | Lampégie | Lampégie |                 |                 |                 |                 |                 |                 |  |  |  |  |  |  |
| Waïfre duc d'Aquitaine et de Vasconie (745-768)        | Waïfre duc d'Aquitaine et de Vasconie (745-768)        | Waïfre duc d'Aquitaine et de Vasconie (745-768)        | Waïfre duc d'Aquitaine et de Vasconie (745-768)        | Waïfre duc d'Aquitaine et de Vasconie (745-768)        | Waïfre duc d'Aquitaine et de Vasconie (745-768)        |  |  | Loup II de Vasconie duc de Vasconie (769-778)                   | Loup II de Vasconie duc de Vasconie (769-778)                   | Loup II de Vasconie duc de Vasconie (769-778)                   | Loup II de Vasconie duc de Vasconie (769-778)                   | Loup II de Vasconie duc de Vasconie (769-778)                     | Loup II de Vasconie duc de Vasconie (769-778)                   |  |  |          |          |          |          |          |          |                 |                 |                 |                 |                 |                 |  |  |  |  |  |  |
| Waïfre duc d'Aquitaine et de Vasconie (745-768)        | Waïfre duc d'Aquitaine et de Vasconie (745-768)        | Waïfre duc d'Aquitaine et de Vasconie (745-768)        | Waïfre duc d'Aquitaine et de Vasconie (745-768)        | Waïfre duc d'Aquitaine et de Vasconie (745-768)        | Waïfre duc d'Aquitaine et de Vasconie (745-768)        |  |  | Loup II de Vasconie duc de Vasconie (769-778)                   | Loup II de Vasconie duc de Vasconie (769-778)                   | Loup II de Vasconie duc de Vasconie (769-778)                   | Loup II de Vasconie duc de Vasconie (769-778)                   | Loup II de Vasconie duc de Vasconie (769-778)                     | Loup II de Vasconie duc de Vasconie (769-778)                   |  |  |          |          |          |          |          |          |                 |                 |                 |                 |                 |                 |  |  |  |  |  |  |
| Hunald II duc d'Aquitaine et de Vasconie (vers 769)    | Hunald II duc d'Aquitaine et de Vasconie (vers 769)    | Hunald II duc d'Aquitaine et de Vasconie (vers 769)    | Hunald II duc d'Aquitaine et de Vasconie (vers 769)    | Hunald II duc d'Aquitaine et de Vasconie (vers 769)    | Hunald II duc d'Aquitaine et de Vasconie (vers 769)    |  |  | ducs de Vasconie (768-864)                                      | ducs de Vasconie (768-864)                                      | ducs de Vasconie (768-864)                                      | ducs de Vasconie (768-864)                                      | ducs de Vasconie (768-864)                                        | ducs de Vasconie (768-864)                                      |  |  |          |          |          |          |          |          |                 |                 |                 |                 |                 |                 |  |  |  |  |  |  |

## Rois d'Aquitaine carolingiens
| Dates       | Rois                                                          | Notes |
| 781-814     | Louis le Pieux ou le Débonnaire (778-840)                     | fils de Charlemagne, devient roi des Francs et empereur d'Occident de 814 à 840 |
| 814-832     | Pépin Ier (797-838)                                           | fils de Louis le Pieux, destitué après une révolte contre son père |
| 832-834     | Charles le Chauve (823-877)                                   | dernier fils de Louis le Pieux. |
| 834-838     | Pépin Ier, de nouveau                                         | Après une révolte victorieuse avec Lothaire Ier contre leur père, il récupère l'Aquitaine |
| 838-845     | Charles le Chauve, de nouveau.                                | Il récupère le royaume à la mort de Pépin 1er |
| 843/845-848 | Pépin II le Jeune (823 - ap.864)                              | fils de Pépin Ier. Roi titulaire d'Aquitaine à la mort de son père en 838, avec le soutien d'une partie de la noblesse aquitaine. Il s'empare de Toulouse en 843 et est reconnu roi par son oncle Charles le Chauve en 845. Il est déposé en 848 par ses sujets qui se rallient à Charles le Chauve. |
| 848-854     |                                                               | pas de rois d'Aquitaine particuliers, le royaume est rattaché au royaume de Francie Occidentale |
| 854         | Pépin II le Jeune, de nouveau                                 | |
| 855-863     | Charles l'Enfant (847-866)                                    | fils de Charles le Chauve, couronné et sacré à Limoges en octobre 855, déchu de ses titres en 863 pour s'être marié sans le consentement de son père. |
| 863-865     |                                                               | pas de rois d'Aquitaine particuliers, le royaume est rattaché au royaume de Francie Occidentale |
| 865-866     | Charles l'Enfant, de nouveau.                                 | |
| 867-877     | Louis II le Bègue (846-879)                                   | frère du précédent |
| 877-880     |                                                               | pas de rois d'Aquitaine particuliers, le royaume est rattaché au royaume de Francie Occidentale |
| 880-884     | Carloman II (867-884), roi des Francs et des Aquitains en 882 | fils du précédent |
| 882-982     |                                                               | pas de rois d'Aquitaine particuliers mais des rois francs qui se titraient parfois rois des Francs et des Aquitains. |
| 982-987     | Louis V (v.967-987)                                           | futur roi de France sous le nom de Louis V, fils du roi des Francs Lothaire. |

## Ducs d'Aquitaine
| Dates | Ducs                                             | Dynastie     | Notes | Notes |
| 778-787 | Corson, en fait duc de la Marka Tolosana         |              | nommé par Charlemagne | nommé par Charlemagne |
| 790-806 | Guillaume de Gellone                             | Guilhelmides | Guilhem | Guilhem |
| 800 | Warin (Guérin) d'Auvergne                        | Vergy        | duc d'Aquitaine, de Toulouse, de Septimanie, comte de Mâcon, de Provence, etc. | |
| 843 | Begon                                            |              | | |
| 854-866 | Ramnulf (ou Renoul) Ier (mort en 866)            | Ramnulfides  | comte de Poitiers, fils de Gérard, comte d'Auvergne | |
| 888-890 | Ramnulf (ou Renoul) II (mort en 890)             | Ramnulfides  | comte de Poitiers, fils de Ramnulf Ier. Il s'intitule duc d'Aquitaine après la mort de Charles III le Gros et rejette la suzeraineté du roi Eudes | |
| 893/909-918 | Guillaume Ier le Pieux (mort en 918)             | Guilhelmides | parent (cousin supposé) de Ramnulf II, marquis de Gothie, comte d'Auvergne, de Berry, de Macon, du Limousin et de Lyon. Qualifié de dux en 893, et de dux Aquitanorum en 909 | parent (cousin supposé) de Ramnulf II, marquis de Gothie, comte d'Auvergne, de Berry, de Macon, du Limousin et de Lyon. Qualifié de dux en 893, et de dux Aquitanorum en 909 |
| 918-926 | Guillaume II le Jeune (mort en 926)              | Guilhelmides | neveu du précédent | neveu du précédent |
| 926-927 | Acfred (mort en 927)                             | Guilhelmides | frère du précédent. Désigne Ebles Manzer pour lui succéder | frère du précédent. Désigne Ebles Manzer pour lui succéder |
| 927-932 | Ebles Manzer (le Bâtard) (mort en 934)           | Ramnulfides  | comte de Poitiers, fils de Ramnulf II. En 932, Raoul de Bourgogne, roi de France, lui retire l'Aquitaine pour la donner à Raymond Pons | |
| 932-942 | Raymond Pons (mort en 942)                       | Raimondins   | comte de Toulouse. | |
| 942-961 | Raymond II (mort en 961)                         | Raimondins   | fils du précédent | |
| 962-963 | Guillaume III Tête d'étoupe (mort en 963)        | Ramnulfides  | fils d'Ebles Manzer. Comte de Poitiers du Limousin et d'Auvergne Qualifié en 959 de « comte du duché d'Aquitaine » ou de « comte palatin d'Aquitaine », mais pas de « duc d'Aquitaine ». | |
| 963-995 | Guillaume IV Fièrebrace (mort en 995)            | Ramnulfides  | comte de Poitiers, fils du précédent | |
| 995-1030 | Guillaume V le Grand (mort en 1030)              | Ramnulfides  | comte de Poitiers, fils du précédent | |
| 1030-1038 | Guillaume VI le Gros (mort en 1038)              | Ramnulfides  | comte de Poitiers, fils du précédent | |
| 1038-1039 | Eudes (mort en 1039)                             | Ramnulfides  | comte de Gascogne de 1032 à 1039, comte de Poitiers, fils de Guillaume le Grand et demi-frère du précédent | |
| 1039-1058 | Guillaume VII Aigret (mort en 1058)              | Ramnulfides  | comte de Poitiers, fils de Guillaume le Grand et demi-frère des précédents | |
| 1058-1086 | Guy-Geoffroy-Guillaume VIII (mort en 1086)       | Ramnulfides  | comte de Gascogne de 1052 à 1086, comte de Poitiers, frère du précédent | |
| 1086-1126 | Guillaume IX le Troubadour (mort en 1126)        | Ramnulfides  | comte de Poitiers et de Gascogne, fils du précédent | [ 2 ] |
| 1126-1137 | Guillaume X le Toulousain (mort en 1137)         | Ramnulfides  | comte de Poitiers et de Gascogne, fils du précédent | |
| 1137-1204 | Aliénor d'Aquitaine (1122-1204)                  | Ramnulfides  | comtesse de Poitiers et de Gascogne, fille aînée du précédent, épouse d'abord Louis VII le Jeune, roi de France, dont elle divorce en 1152 puis épouse le roi Henri II Plantagenêt, futur roi d'Angleterre. | |
| 1137-1152 | Louis VII le Jeune (1120-1180) Ier d'Aquitaine   | Capétiens    | roi des Francs, premier époux d'Aliénor d'Aquitaine | |
| 1152-1189 | Henri II Plantagenêt (1133-1189) Ier d'Aquitaine | Plantagenêt  | roi d'Angleterre, duc de Normandie et comte d'Anjou, second époux d'Aliénor d'Aquitaine | |
| 1189-1196 | Richard Ier Cœur de Lion (1157-1199)             | Plantagenêt  | fils d'Henri II et d'Aliénor d'Aquitaine ; devient roi d'Angleterre en 1189 | |
| 1196-1198 | Othon de Brunswick (1176-1218)                   | Welf         | neveu de Richard Cœur de Lion, qui lui donne le Poitou et l'Aquitaine. Othon le lui rend en 1198, lorsqu'il est élu roi des Romains (Othon IV) | |
| 1198-1199 | Richard Ier Cœur de Lion (1157-1199), de nouveau | Plantagenêt  | | |
| 1199-1216 | Jean-sans-Terre (1166-1216) Frère de Richard Ier | Plantagenêt  | fils de Henri II d'Angleterre, frère du précédent. Comte de Cornouailles et de Gloucester (1189-1199), duc d'Aquitaine (1199-1216), duc de Normandie (1199-1204), comte d'Anjou, du Maine et de Poitiers (1199-1204). Son père le fit seigneur d'Irlande en 1177, jusqu'à sa mort, en 1216. Il devient roi d'Angleterre en 1199 jusqu'à sa mort. En 1204, Jean sans Terre perdit le duché de Normandie et fut dépossédé de l'Anjou, du Maine et du Poitou par Philippe Auguste qui le réunit au domaine royal | |
| Rois d'Angleterre - ducs d'Aquitaine ou de Guyenne: Guyenne est une déformation populaire du mot Aquitaine qui est passé par le stade « Aguiaine » aux XIIe et XIIIe siècles, le « A » initial disparaissant peu à peu. Guyenne est la forme qui fut de loin la plus usitée et la plus populaire par les populations locales du XIIIe siècle au XVIIIe siècle. Aquitaine apparaissait comme un terme plus archaïsant et plus cultivé. |                                                  |              | | |
| 1216-1272 | Henri III (1207-1272) II d'Aquitaine             | Plantagenêt  | fils du précédent, duc d'Aquitaine (1216-1272), duc de Normandie (1216-1259), et devient roi d'Angleterre et seigneur d'Irlande en 1216 jusqu'à sa mort, en 1272). En 1259, il signa le Traité de Paris avec le roi de France, Louis IX, et abandonnait ses revendications dans le Nord et perdit le duché de Normandie qui fut rattaché à la couronne de France. | |
| 1272-1306 | Édouard Ier (1239-1307)                          | Plantagenêt  | fils du précédent, duc d'Aquitaine (1272-1306), et roi d'Angleterre et seigneur d'Irlande en 1272 jusqu'à sa mort, en 1307. | |
| 1306-1325 | Édouard II (1284-1327)                           | Plantagenêt  | fils du précédent, premier à porter le titre de prince de Galles (1301-1307), duc d'Aquitaine (1306-1325), devient roi d'Angleterre et seigneur d'Irlande en 1307 jusqu'à sa mort, en 1327. | |
| 1325-1362 | Édouard III (1312-1377)                          | Plantagenêt  | fils du précédent, duc d'Aquitaine en 1325 par apanage, devient roi d'Angleterre et seigneur d'Irlande en 1327 jusqu'à sa mort, en 1377. Titré « seigneur d'Aquitaine » à partir de 1360 (traité de Brétigny), il institue l'Aquitaine en tant que principauté pour son fils le Prince Noir | |
| 1362-1372 | Édouard de Woodstock (1330-1376)                 | Plantagenêt  | fils du précédent, Duc d'Aquitaine et prince de Galles, dit depuis le XVIe siècle le Prince Noir | |
| 1372-1377 | Édouard III (1312-1377) de nouveau               | Plantagenêt  | son fils Édouard, malade, lui rend le duché en 1372 | |
| 1377-1390 | Richard II (1367-1400)                           | Plantagenêt  | fils du Prince Noir. Il confie en 1390 le duché d'Aquitaine à son oncle Jean de Gand | |
| 1390-1399 | Jean de Gand (1340-1399) II d'Aquitaine          | Lancastre    | Également duc de Lancastre, le parlement lui octroie le titre de duc d'Aquitaine en 1390. | |
| 1399 | Henri IV (1367-1413) III d'Aquitaine             | Lancastre    | fils de Jean de Gand et successeur de Richard II | |
| 1399-1422 | Henri V (1386-1422) IV d'Aquitaine               | Lancastre    | fils du précédent, titré duc d'Aquitaine et prince de Galles dès 1399 | |
| 1422-1453 | Henri VI (1421-1471) V d'Aquitaine               | Lancastre    | fils du précédent, perd en 1453 l'Aquitaine qui est conquise par la France | |

## Dauphins de France titrés de duc de Guyenne (1392-1415)
Deux des fils du roi de France Charles VI et de la reine Isabeau ont porté le titre de duc de Guyenne (forme courante en français médiéval pour « Aquitaine ») : 
| Dates     | Ducs                          | Dynastie | Notes                                                                 | Armoiries |
| 1392-1401 | Charles de France (1392-1401) | Valois   | Deuxième fils de Charles VI, il meurt prématurément à l'âge de 8 ans. |           |
| 1401-1415 | Louis de France (1397-1415)   | Valois   | Troisième fils de Charles VI, il meurt prématurément à 17 ans.        |           |

Leur premier fils, Charles, ne vit que trois mois en 1386.
Leurs fils suivants, Jean (1398-1417) et Charles (1403-1461, futur Charles VII), ne portent pas le titre.

## Ducs apanagistes
| Dates     | Ducs                          | Notes | Armoiries |
| 1469-1472 | Charles de France (1446-1472) | En 1469, le roi de France Louis XI recrée le duché d'Aquitaine ou de Guyenne pour son frère cadet Charles de France qui meurt en 1472.                     |           |
| 1753-1754 | Xavier de France (1753-1754)  | petit-fils du roi Louis XV de France et frère ainé de Louis XVI, Louis XVIII et Charles X. Titré par son grand-père à la naissance, mort âgé de cinq mois. |           |

## Titre de courtoisie
| Dates     | Duc                             | Notes |
| 1972–2000 | Gonzalve de Bourbon (1937-2000) | fils cadet du prétendant légitimiste au trône de France Jacques Henri de Bourbon, « duc d'Anjou et de Ségovie ». Titré par son père le 21 septembre 1972. Le titre est toujours porté par sa veuve, la princesse Emmanuelle de Bourbon, née Pratolongo. |